# Соколовљев хрчак
Соколовљев хрчак (лат. Cricetulus sokolovi) је азијска врста хрчка. 

## Распрострањење
Соколовљев хрчак присутан је у Кини и Монголији.

## Станиште
Станишта ове врсте су полупустиње и пустиње.

## Начин живота
Број младунаца које женка доноси на свет је обично 4-9, 2-3 пута годишње.

## Угроженост
Ова врста је наведена као последња брига, јер има широко распрострањење и честа је врста.